# Royal Aircraft Factory S.E.4
O Royal Aircraft Factory S.E.4 (de Scout Experimental 4) foi um protótipo de avião de reconhecimento monoposto britanico. Projetado e construído na Royal Aircraft Factory, imediatamente antes do início da Primeira Guerra Mundial.

## Histórico
Projetado por Henry Folland a partir de 1913, era uma desenvolvimento do S.E.3 com o objetivo de obter mais velocidade. O S.E.3 foi abandonado em favor do S.E.4, mais avançado, nas tentativas de quebrar o recorde mundial de velocidade.
O primeiro voo dessa nova reconstrução ocorreu em Junho de 1914 atingindo 217 km/h, fazendo dele o avião mais rápido do Mundo àquela altura.
O S.E.4 foi bastante danificado num acidente de pouso em 12 de Agosto de 1914, sendo abandonado depois disso. Apesar de existir um modelo com designação semelhante, o S.E.4a, trata-se de um avião completamente diferente.
|  |